# Gouvernes
Gouvernes település Franciaországban, Seine-et-Marne megyében. Lakosainak száma 1175 fő (2022. január 1.). Gouvernes Saint-Thibault-des-Vignes, Bussy-Saint-Martin, Conches-sur-Gondoire, Guermantes és Lagny-sur-Marne községekkel határos.

## Népesség
A település népességének változása:
| Lakosok száma | 1118 | 1156 | 1189 | 1176 | 1183 | 1186 | 1188 | 1178 | 1175 |
|               | 2013 | 2015 | 2016 | 2017 | 2018 | 2019 | 2020 | 2021 | 2022 |